# Михаил Ботвиник
Михаил Мојсејевич Ботвиник (рус. Михаи́л Моисе́евич Ботви́нник; Кукала, 17. август 1911 — Москва, 5. мај 1995) био је јеврејски руски велемајстор и дугогодишњи светски шампион у шаху.

## Ране године
Рођен у Кукали близу Виборга, као син зубног техничара, први пут је запажен у шаховском свету са 14 година, када је победио светског шампиона Раула Капабланку, у једној симултанци.
Брзо је напредовао и у двадесетој години, као руски мајстор, први пут је победио на совјетском шаховском шампионату 1931. Касније је на државним шампионатима побеђивао 1933, 1939, 1941, 1945. и 1952. године.
Са 25 година Ботвиник се равноправно носио са светском шаховском елитом, постижући успехе на најјачим међународним турнирима. Био је први (заједно с Флором) у Москви 1935, испред Ласкера и Капабланке, затим први (заједно с Капабланком) у Нотингему 1936. и трећи (иза Фајна и Кереса) на престижном АВРО турниру 1938. године. Године 1941. освојио је турнир који му је донео титулу „апсолутног шампиона Совјетског Савеза“. Ботвиник је победио Паула Кереса и будућег светског шампиона Смислова, као и јаке совјетске велемајсторе Болеславског и Лилијентала.

## Светски шампион
Није изненађење да је Ботвиник, стално напредујући, три пута био светски шампион (1948-57, 1958-60, 1961-63). Његова дуговечност на шаховском трону приписује се његовој изузетној посвећености изучавању шаха. Припреме пре меча и анализе после меча су биле најјача Ботвиникова страна: техника пре тактике и мајсторство у завршницама испред замки у отварањима. Његово усвајање и развој солидних отварања у Нимцовићевој индијској одбрани, Словенској одбрани и Винаверовој Француској одбрани биле су резултат пажљивих студија и зато је могао да се усредсреди на узак репертоар отварања за време најважнијих мечева, често водећи меч у пажљиво одабране варијанте. Одиграо је много „тајних“ тренинг мечева с мајсторима таквог калибра као што су Сало Флор, Јуриј Авербах и Вјачеслав Рогозин. Обелодањивање детаља ових мечева, много година касније, омогућило је шаховским историчарима да стекну увид у фасцинантну Ботвиникову шаховску владавину.
Можда је изненађујуће да Михаил Ботвиник није широко прихваћен као један од најбољих шахиста свих времена. С једне стране, његови успеси су били заиста импресивни и треба да буде упамћено да су сви његови највећи ривали, млади Паул Керес, Давид Бронштајн, Василиј Смислов, Михаил Таљ и Тигран Петросјан били незаборавни играчи. Он је такође установио нови тренд својим детаљним анализама отварања и начином тренинга.
С друге стране, критичари истичу његово ретко појављивање на турнирима после Другог светског рата док је био светски шампион, и његове просечне резултате у мечевима за одбрану титуле – од пет одбрана, изгубио је три меча (од Смислова 1957, Таља 1960. и Петросјана 1963. године) а у два је играо нерешено (против Бронштајна 1951. и Смислова 1954). Он је, међутим, добио два меча као изазивач, победивши владајуће светске шампионе Смислова 1958. и Таља 1961. године.
Влада такође опште мишљење да се Ботвиникова игра заснивала више на коректној него на интуитивној или спектакуларној игри. Овакво мишљење настало је захваљујући његовом осорном понашању и наизглед хладној, прорачунатој личности, за разлику од генијалног Таља – иако је Рубен Фајн (један од најјачих шахиста у историји који није освојио титулу светског шампиона) написао да је Ботвникова збирка најбољих партија једна од „три најлепше“.
Три фактора су допринела његовим неуједначеним резултатима. Прво, Други светски рат је избио управо у време кад је Ботвиник био на врхунцу – да рат није прекинуо међународна шаховска такмичења, Ботвиник би готово сигурно изазвао Аљехина у мечу за светског шампиона у раним четрдесетим и можда би освојио титулу, као што је то урадио 1948. године, када се после Аљехинове смрти играо меч-турнир за титулу шампиона света у шаху. Друго, он је био једини светски познат шахиста који је имао дугу и богату каријеру на другом пољу – као инжењер – за шта је добио бројна совјетска одликовања, а Фајн је често истицао да је Ботвиник био посвећен инжењерству једнако као и шаху. Коначно, претходни светски шампиони су могли да избегавају своје најјаче такмаце, као што боксери тешке категорије то чине данас; Емануел Ласкер био је познат по томе што је држао титулу колико је дуго могао у неколико прилика избегавајући мечеве с најозбиљнијим претендентом, Капабланком. Када је ФИДЕ преузела контролу над светским шампионатима 1948. године, Ботвиник је био први шампион који је био принуђен да игра с најјачим противницима сваке три године; чак и тада Ботвиник је држао светску титулу дуже од било ког играча после њега (са изузетком Каспарова).

## Каснија каријера
Пошто је последњи пут изгубио титулу светског првака од Тиграна Петросјана у Москви 1963. године, Ботвиник је остао у такмичарском шаху појављујући се на неколико високорангираних турнира, наставивши да остварује незаборавне партије, али ипак више није желео да учествује у трци за шампионску титулу. Повукао се са такмичења 1970. године у својој 59. години, желећи радије да се посвети развоју компјутерских шаховских програма и да помаже младим совјетским шахистима, због чега је заслужио надимак „Патријарх совјетске школе шаха“. Познати „3К“: (Анатолиј Карпов, Гари Каспаров и Владимир Крамник) били су само тројица од многих будућих велемајстора које је подучавао Ботвиник. Млади Гари Каспаров био је посебно близак с Ботвиником; у његовој књизи из 2004. О мојим претходницима II неколико страна је посвећено сећањима на његовог некадашњег тутора и пријатеља. Каспаровљеве белешке, у којима се Ботвиник појављује готово као очинска фигура, откривају Ботвиникову топлу и људску страну за разлику од његове хладне и строге личности, како су је углавном описивали.
Ботвиникова аутобиографија, Ка остварењу циља, објављена је на руском језику 1978. године и преведена на енглески (Achieving the Aim) 1981. године. Одани комуниста, Ботвиник је био уздрман распадом Совјетског Савеза и изгубио је своје позиције у руском шаху у време Јељцинове ере. Умро је од рака 1995. године.